# Trixomorpha indica
Trixomorpha indica är en tvåvingeart som beskrevs av Brauer och Julius Edler von Bergenstamm 1889. Trixomorpha indica ingår i släktet Trixomorpha och familjen parasitflugor. Inga underarter finns listade i Catalogue of Life.